# Люкенвальде
Люкенвальде (нім. Luckenwalde) — місто у Німеччині, районний центр району Тельтов-Флемінг, розташованого у землі Бранденбург. 
Площа — 46,75 км2. Населення становить 20 586 ос. (станом на 31 грудня 2020). Офіційний код — 12 0 72 232. 
Місто поділяється на 3 міських райони. 

## Демографія
- Динаміка населення з 1875 року в сучасних кордонах (Синя лінія: населення; Пунктир: відносна порівняльна динаміка населення землі Бранденбург; Сірий фон: період Третього рейху; Помаранчевий фон: період НДР)
- Динаміка населення (синя лінія) і прогнози

| Рік  | Населення |
| ---- | --------- |
| 1875 | 14 699    |
| 1890 | 19 173    |
| 1910 | 24 213    |
| 1925 | 25 625    |
| 1939 | 29 383    |
| 1950 | 31 668    |
| 1964 | 29 968    |

| Рік  | Населення |
| ---- | --------- |
| 1971 | 29 700    |
| 1981 | 27 957    |
| 1985 | 27 487    |
| 1990 | 26 544    |
| 1995 | 24 185    |
| 2000 | 22 389    |
| 2005 | 21 373    |

| Рік  | Населення |
| ---- | --------- |
| 2010 | 20 471    |
| 2015 | 20 358    |
| 2016 | 20 521    |
| 2017 | 20 674    |
| 2018 | 20 522    |
| 2019 | 20 582    |
| 2020 | 20 586    |

Джерела даних вказані на Wikimedia Commons.

## Галерея

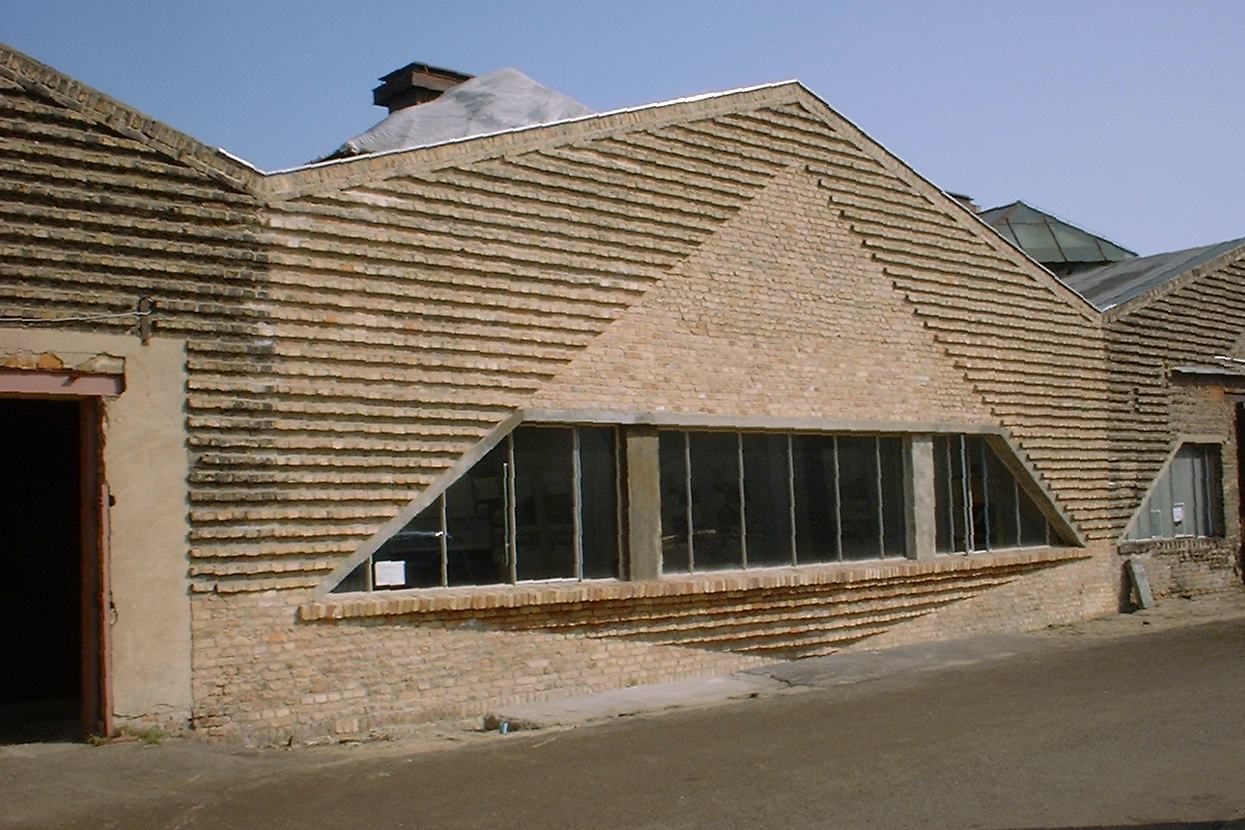
Фабрика головних уборів Еріха Мендельсона
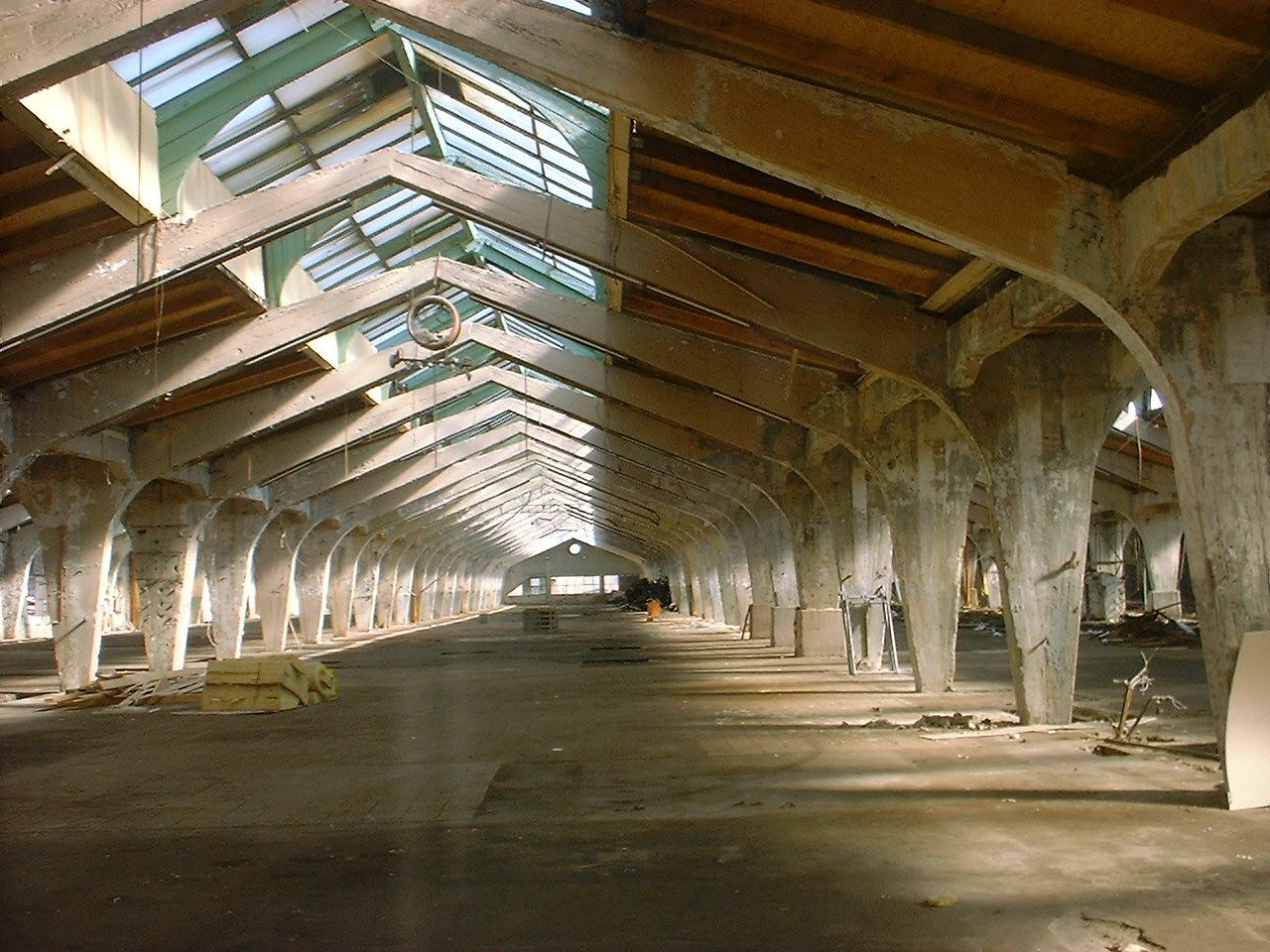
Всередині фабрики головних уборів
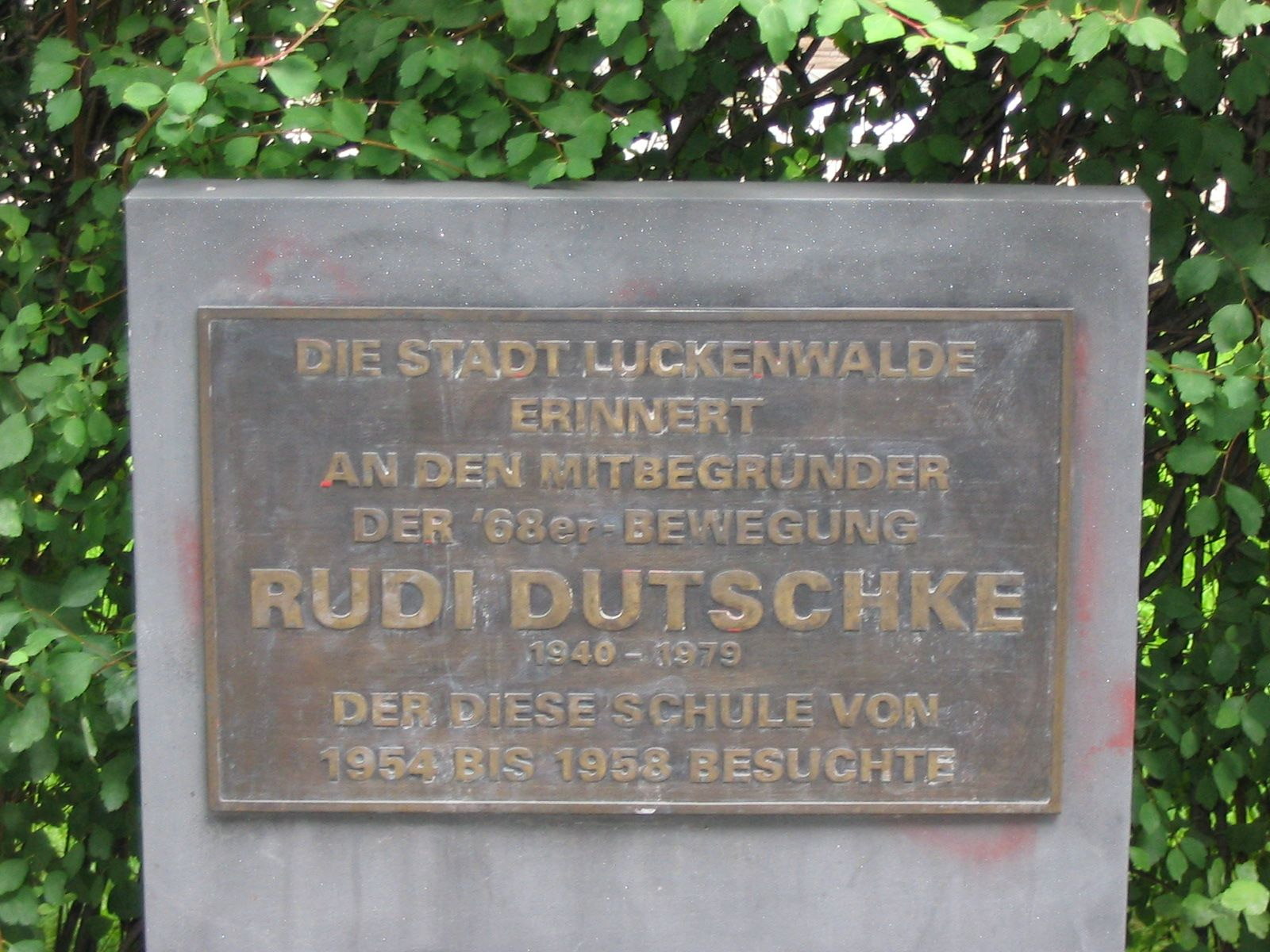
Дошка Руді Дутшке
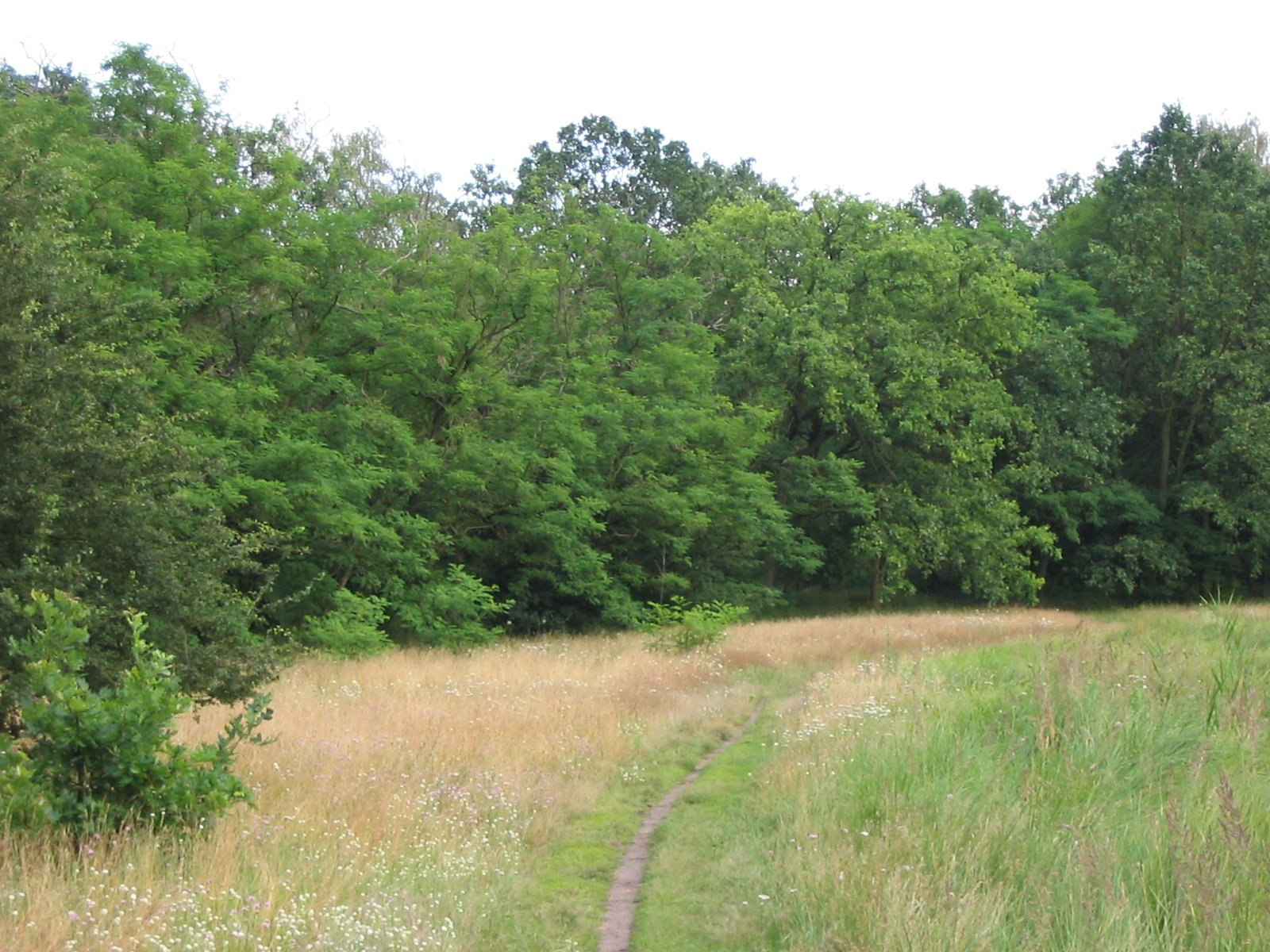
Лаубвальд в Ельшталі
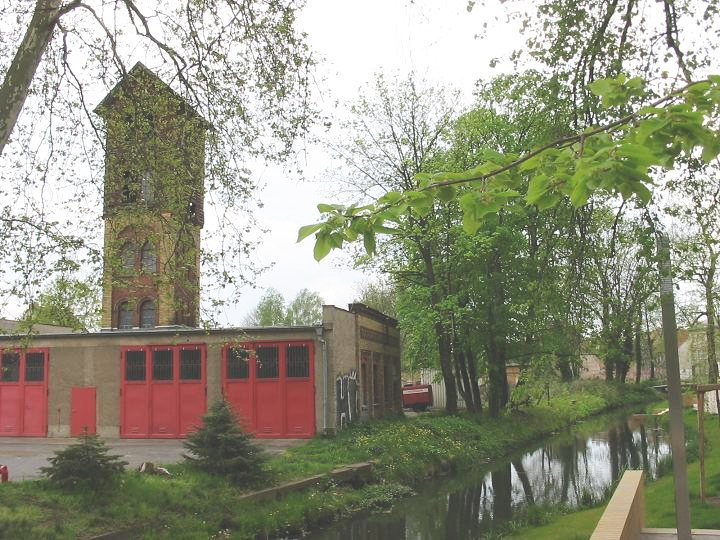
Добровільна пожежна частина
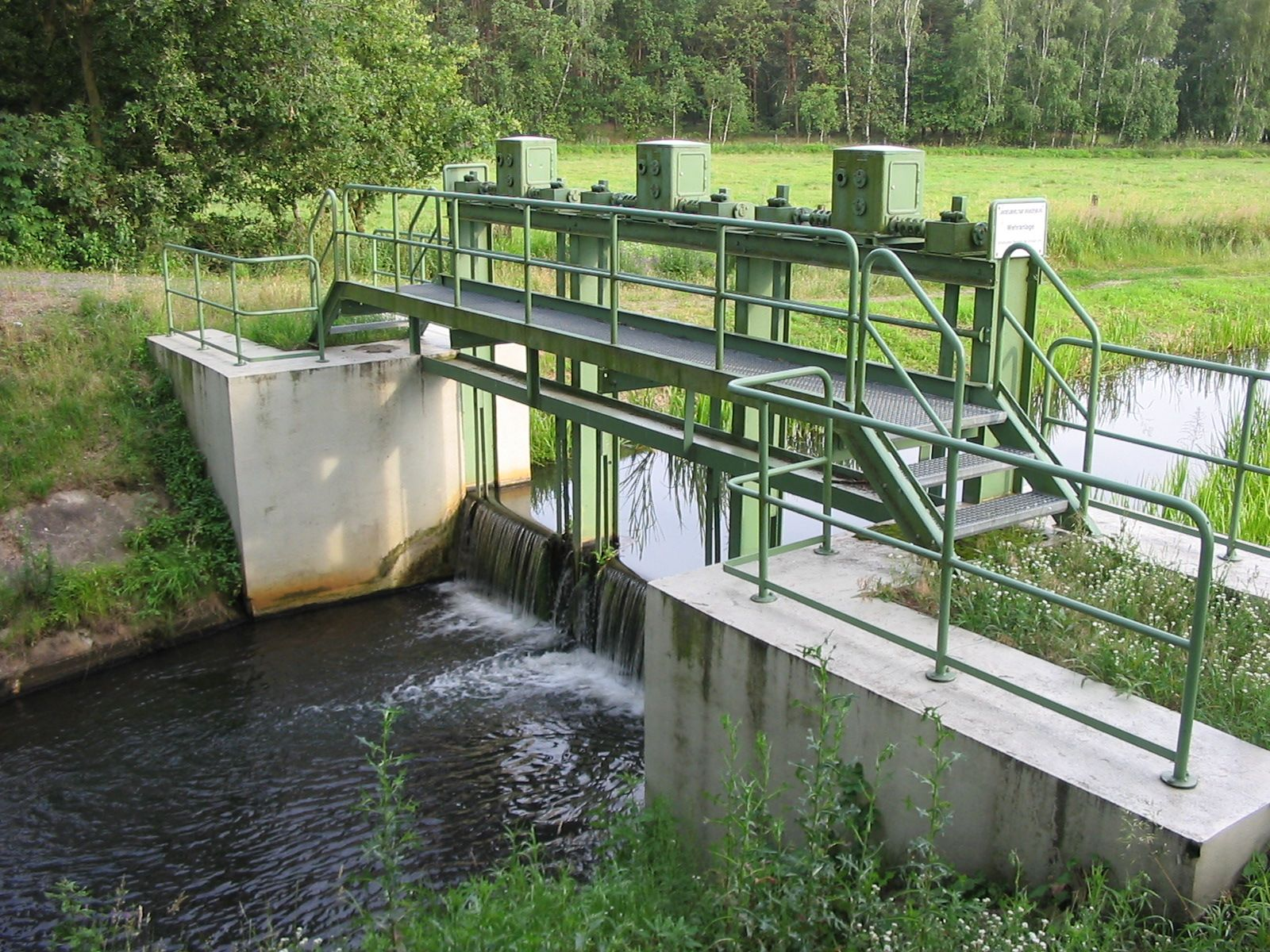
Дамба на Кенігсграбені та місцевий канал Нуте
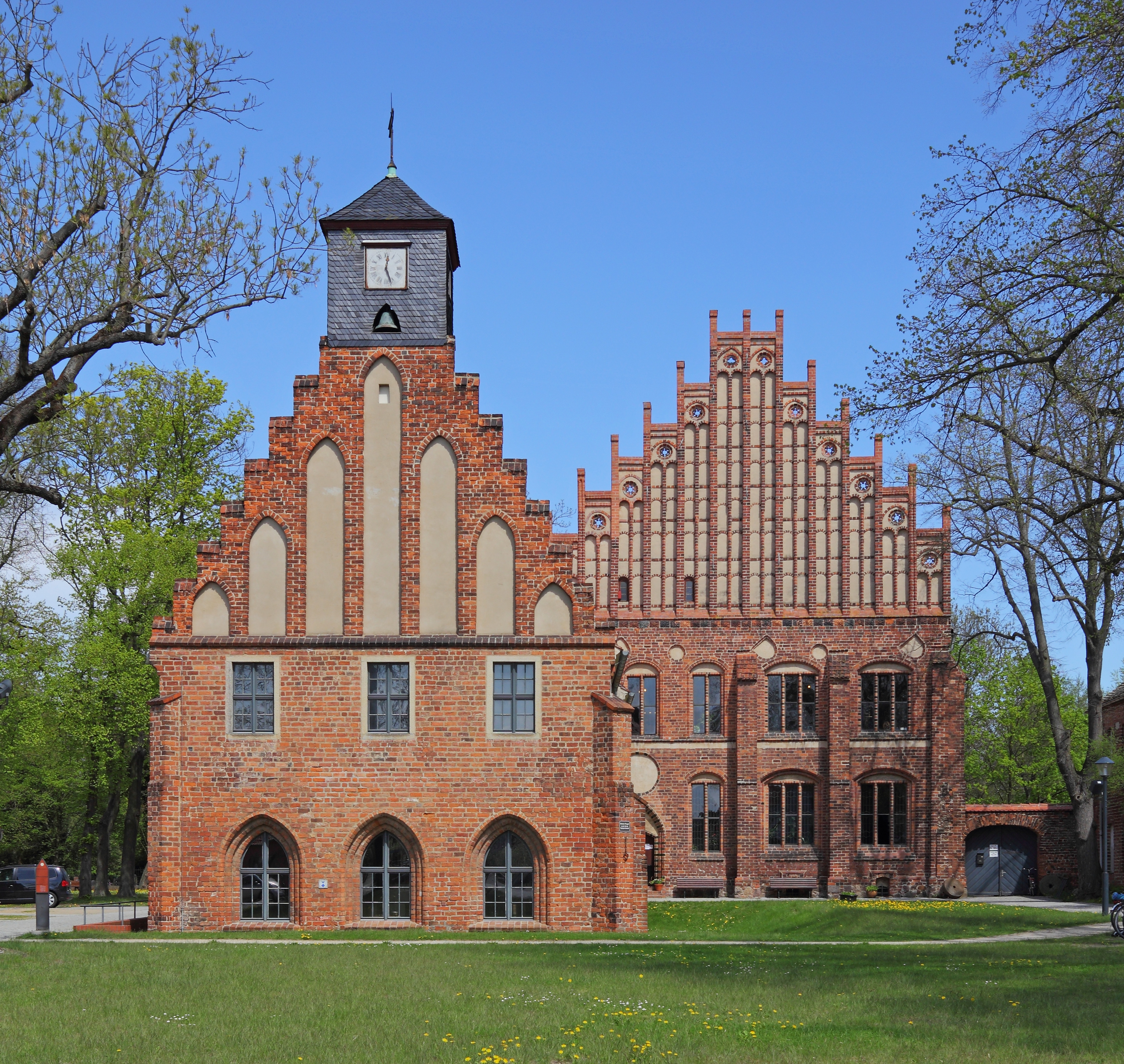
Монастир Цінна
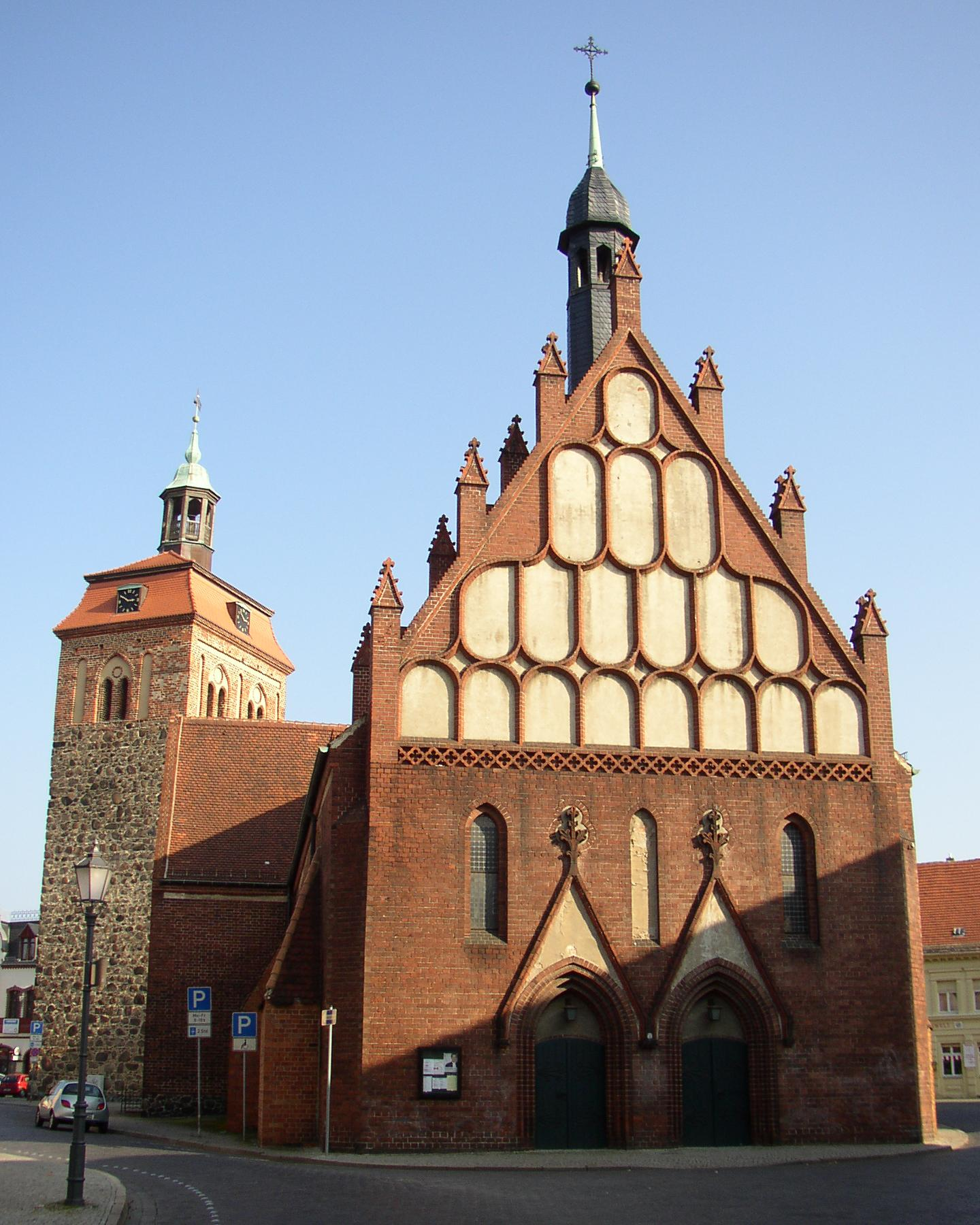
Церква Св. Іоанна, за ринковою вежею
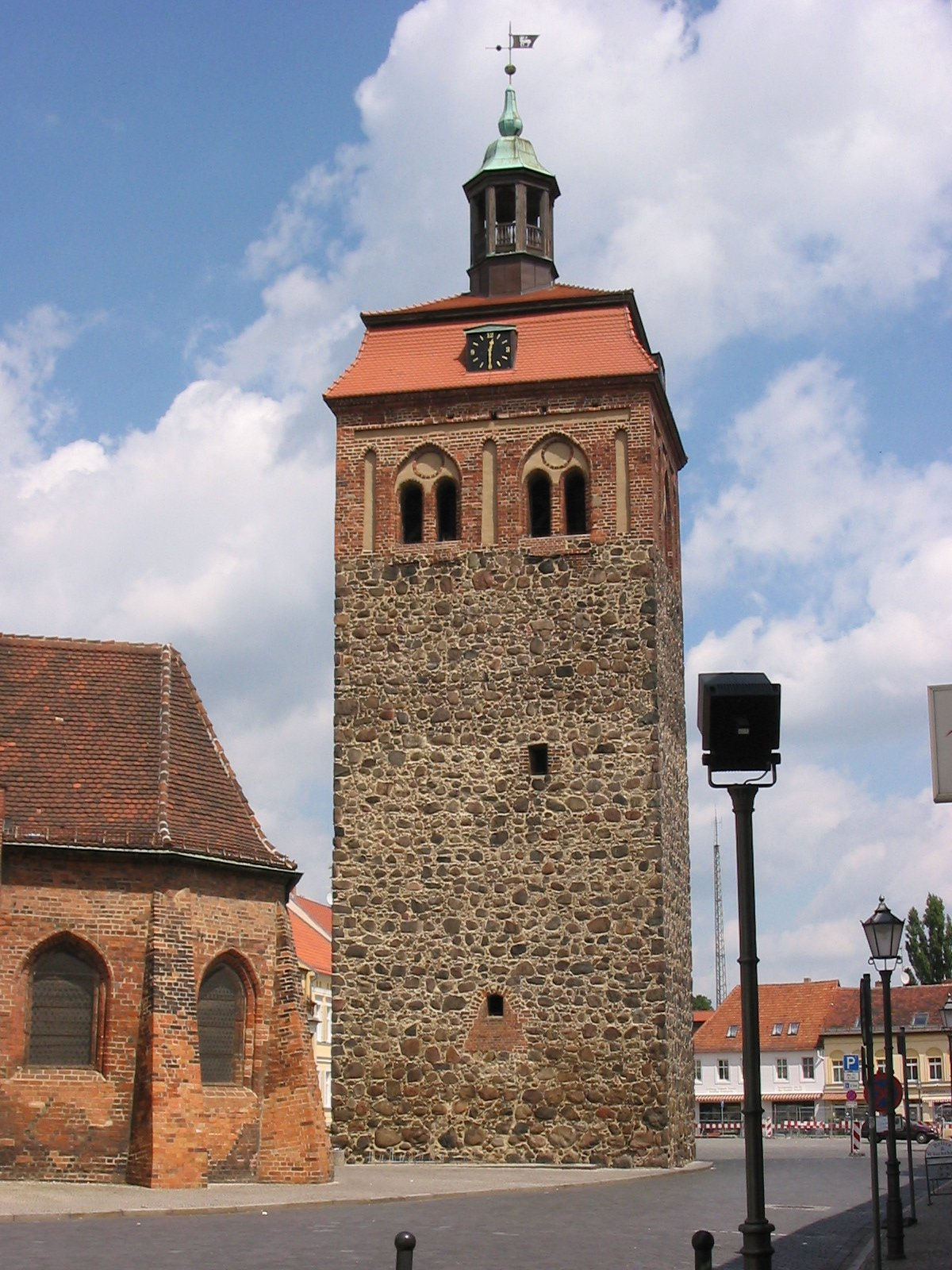
Ринкова вежа
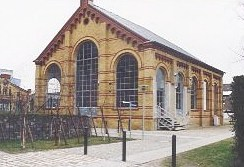
Подвір'я Кунстхалле у Люкенвальде
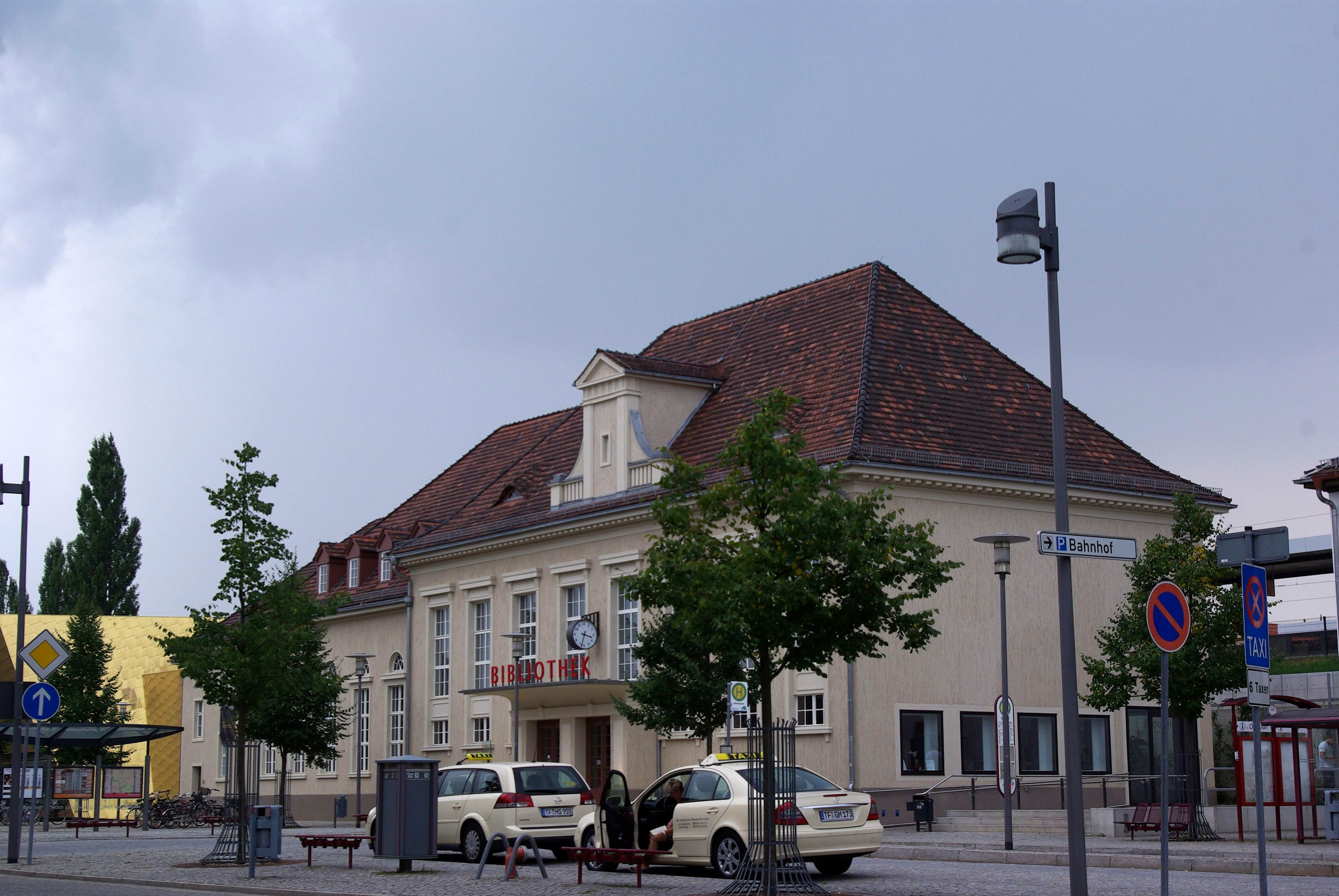
Вокзал